# Fallhut

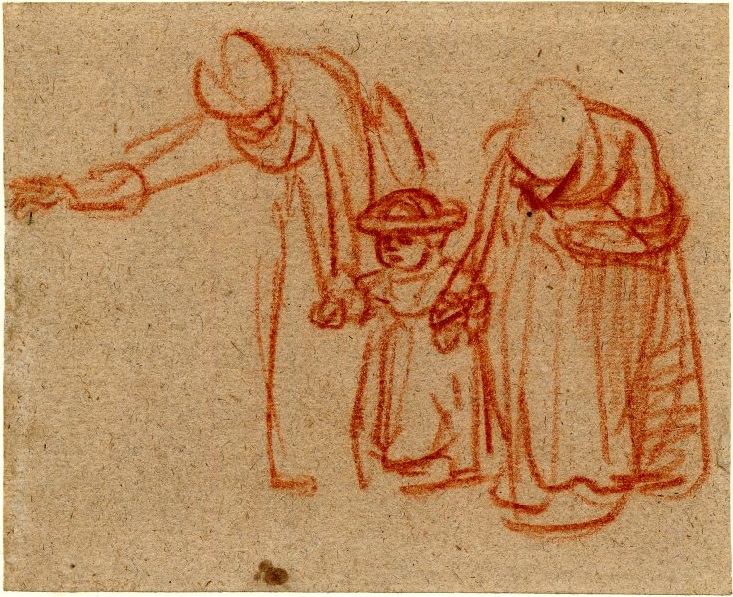
Rembrandt Harmensz von Rijn (1606–1669): Zwei Frauen bringen einem Kind das Laufen bei. Kreide auf Papier, um 1640; British Museum, London

Der Fallhut war ein seit dem 16. Jahrhundert bis Ende des 19. Jahrhunderts gebräuchliches Requisit der Kinderbetreuung, das zum Schutz der Kinder diente.

## Form und Funktion

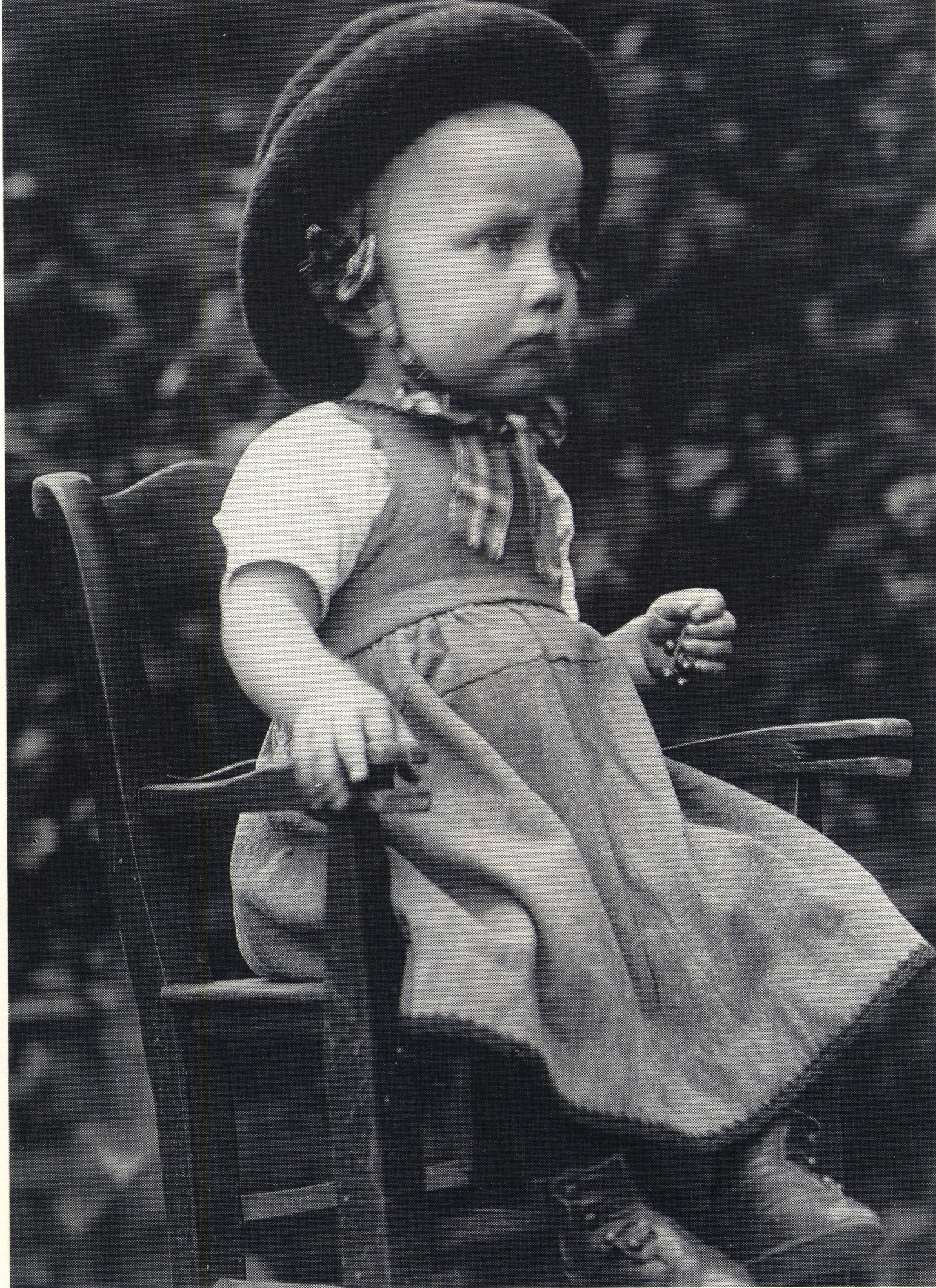
Kind mit Fallhut um 1900

Ein Fallhut bestand aus einem wulstartigen Kranz aus Stoff oder Pelz, der dem Kind um die Stirn gepresst und unter dem Kinn festgebunden werden konnte. Zuweilen war er mit einer Kappe versehen, die ihm ein sturzhelmartiges Aussehen gab.
Der Fallhut sollte die Stirn der Kinder schützen, solange diese mit dem Kopf im Gefahrenbereich von Tischkanten oder Türknäufen herumliefen; zusammen mit dem Gängelband war diese Ausstattung kleiner Kinder, die bereits laufen konnten, geeignet, sie in einem überschaubaren Bereich sich selbst zu überlassen, und entlastete Mütter, Ammen und Gouvernanten.